# Puebla de Beleña
Puebla de Beleña ist ein zentralspanischer Ort und eine Gemeinde (municipio) mit 57 Einwohnern (Stand: 2024) in der Provinz Guadalajara in der Autonomen Gemeinschaft Kastilien-La Mancha. 

## Geografie
Puebla de Beleña befindet sich etwa 28 Kilometer nördlich von Guadalajara und etwa 61 Kilometer nordöstlich von Madrid in einer Höhe von ca. 935 m. 

## Bevölkerungsentwicklung
| Bevölkerung | Bevölkerung | Bevölkerung | Bevölkerung | Bevölkerung | Bevölkerung |
| 1970        | 1981        | 1991        | 2001        | 2011        | 2021        |
| ----------- | ----------- | ----------- | ----------- | ----------- | ----------- |
| 119         | 58          | 33          | 41          | 57          | 37          |

## Sehenswürdigkeiten

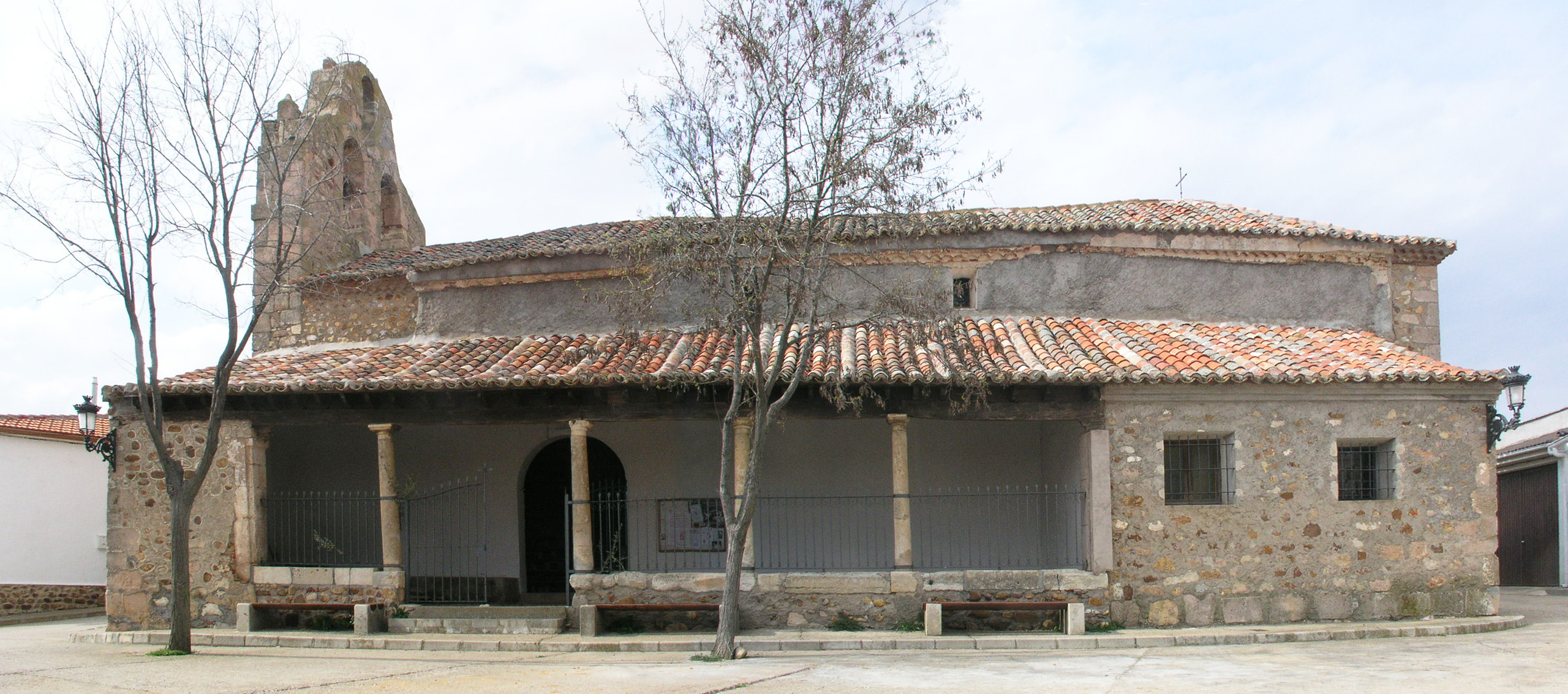
Blasiuskirche
- Kapellenruine

- Blasiuskirche